# Phytoparasitismus
Als Phytoparasitismus (altgriechisch παρά para „neben“, σιτεῖν sitein „mästen, sich ernähren“) bezeichnet man den parasitischen Ressourcenerwerb von Pflanzen. Sie erwerben einige lebensnotwendige Ressourcen mittels einer Wirtspflanze, häufig dient diese der Versorgung mit Nährstoffen.
Bei Phytoparasiten werden folgende zwei Gruppen unterschieden:

## Parasitische Blütenpflanzen

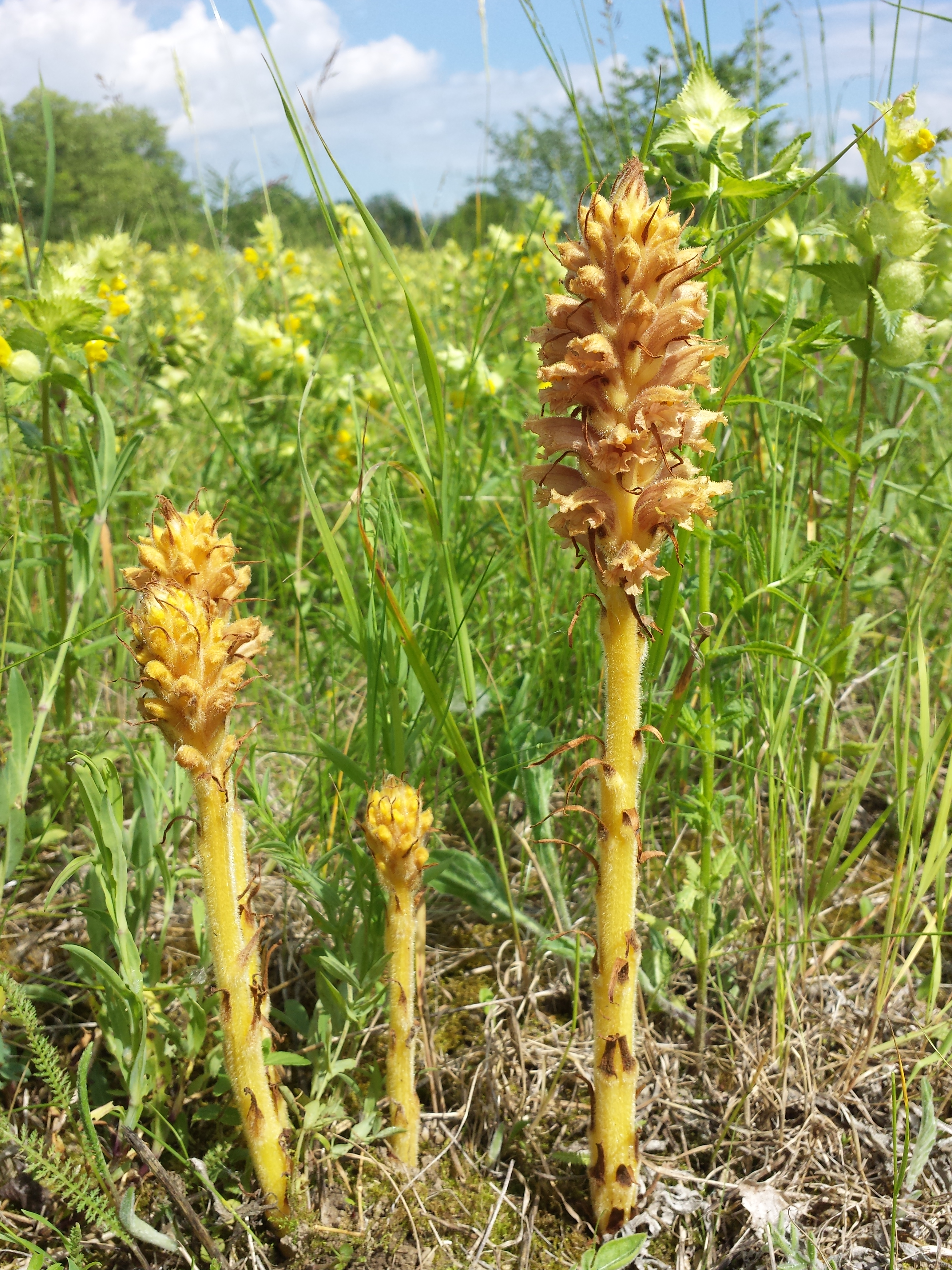
Große Sommerwurz (Holoparasit) mit Klappertöpfen (Hemiparasit) im Hintergrund

Die parasitischen Blütenpflanzen schmarotzen direkt mit Hilfe besonderer Organe (Haustorien) auf anderen Blütenpflanzen. Sie lassen sich nach Kriterien weiter unterteilen, und zwar 
- physiologisch nach dem Ausmaß des Chlorophyllverlusts in

- noch grüne, zur Photosynthese befähigte Halbschmarotzer (Hemiparasiten; Beispiel: Mistel) und
- weitgehend blattgrünlose Vollschmarotzer (Holoparasiten; Beispiel: Sommerwurzen),

- oder anatomisch-funktionell nach der Art des parasitierten Wirtsgewebes in

- Gefäß- oder Xylemparasiten (Beispiele: Mistel, Schuppenwurzen) und
- Siebröhren- oder Phloemparasiten (Beispiele: Seide, Sommerwurzen),

- oder morphologisch nach der Lage der befallenen Wirtsorgane in

- Sprossparasiten (Beispiel: Mistel, Seide) und
- Wurzelparasiten (Beispiel: Schuppenwurzen, Sommerwurzen).

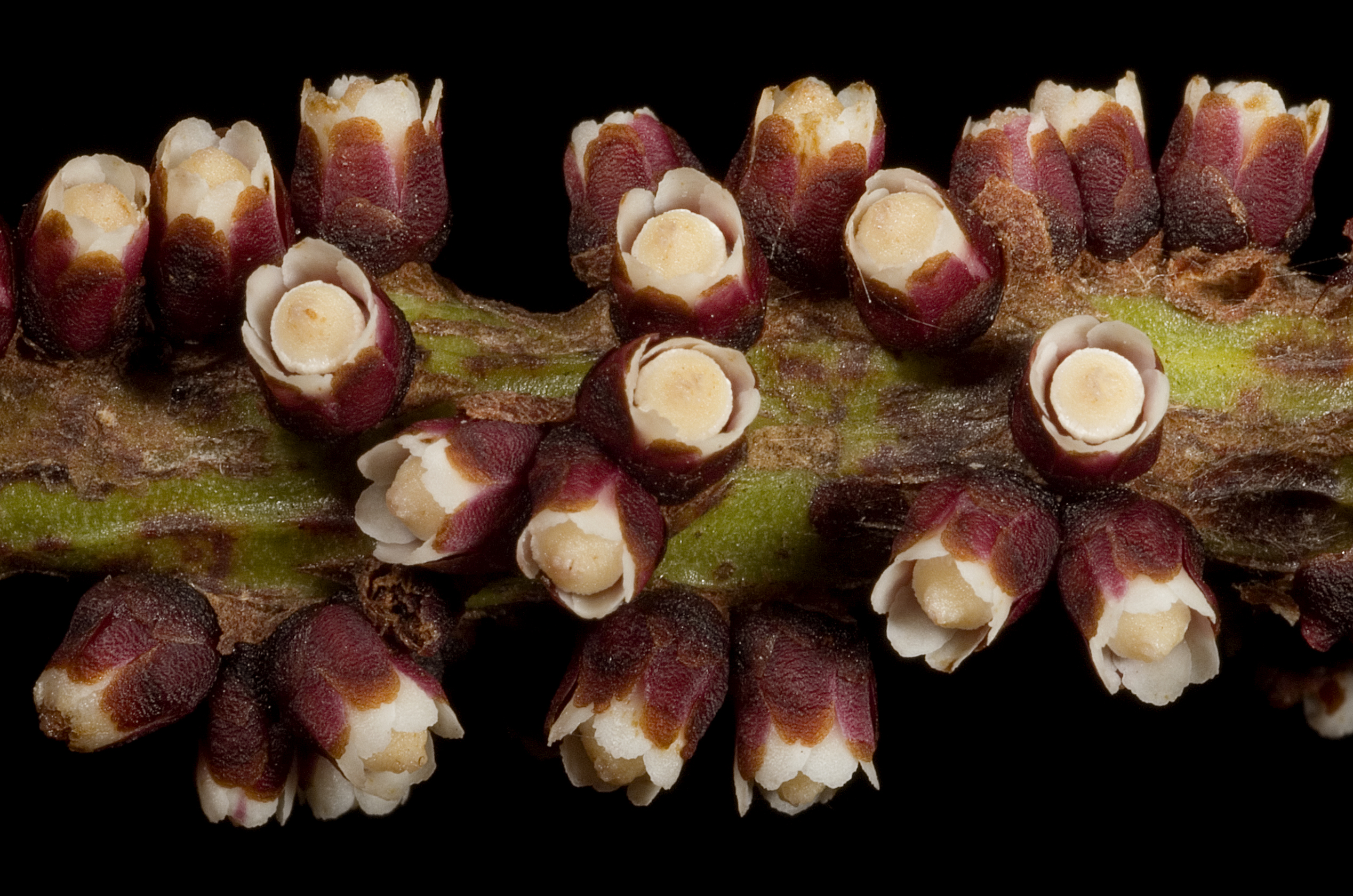
Pflanzen der Gattung Pilostyles leben vollständig innerhalb der Wirtspflanze. Nur Blüten bzw. Früchte sind äußerlich sichtbar.

Früher wurde angenommen, dass die Halbschmarotzer Gefäßparasiten, die Vollschmarotzer dagegen Siebröhrenparasiten seien. Die beiden Begriffspaare sind aber nicht völlig deckungsgleich, da es Vollschmarotzer wie die Schuppenwurzen gibt, die dennoch nur das Xylem ihrer Wirtspflanzen anzapfen , und andererseits Halbschmarotzer wie die Mistel auch Phloemkontakt haben können . Darüber hinaus ist auch die Grenze zwischen Hemi- und Holoparasiten nicht so eindeutig, wie die Definition vermuten lässt. So lebt etwa der Alpenrachen (Tozzia alpina) in seinen ersten Entwicklungsstadien unterirdisch als Vollschmarotzer, ergrünt aber nach dem Durchbrechen der Erdoberfläche und ernährt sich fortan als Halbschmarotzer.

## Myko-heterotrophe Pflanzen

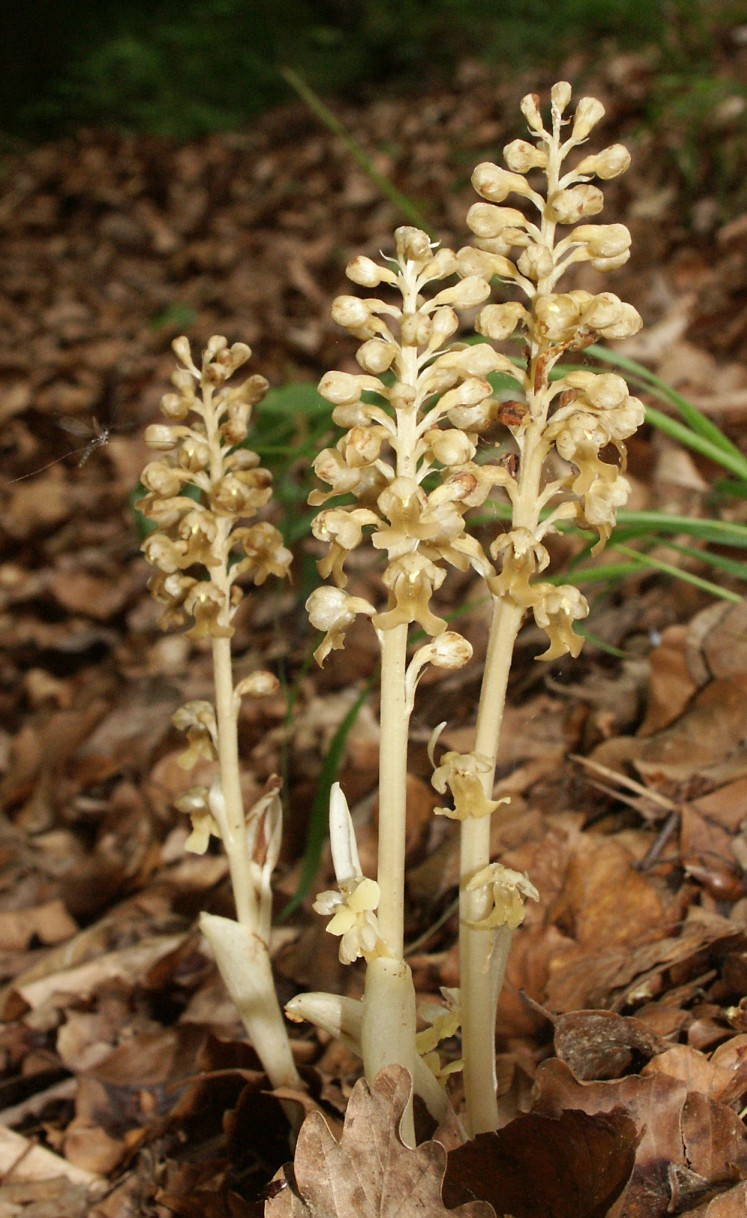
Vogel-Nestwurz

Die myko-heterotrophen Pflanzen (MHP) sind aus Mykorrhizapflanzen hervorgegangen, bei denen die mutualistische Symbiose sich in Richtung Parasitismus verschoben hat. Sie erhalten von ihrem Pilzpartner nicht mehr nur Wasser und Nährsalze, sondern auch organische Kohlenstoffverbindungen. Die Mykorrhizapilze der myko-heterotrophen Pflanzen können saprotroph oder parasitisch sein. In vielen (möglicherweise den meisten) Fällen handelt es sich aber um Mykorrhizapilze, die Ekto- oder arbuskuläre Mykorrhizen ausbilden. Ihre Symbiosepartner (Waldbäume) sind die ursprüngliche Quelle des vom Pilz an die myko-heterotrophe Pflanze weitergeleiteten Kohlenstoffs.
Auch bei den myko-heterotrophen Pflanzen gibt es chlorophyllfreie (vollmykotrophe) Arten wie den Fichtenspargel und die Vogel-Nestwurz und Arten, die noch Blattgrün besitzen und nur partiell myko-heterotroph (PMHP) oder mixotroph sind (Beispiele: Weißes Waldvöglein, Kleinblättrige Stendelwurz, Violetter Dingel, Korallenwurz).